# Енбекши (Жетысайский район)
Енбекши (каз. Еңбекші) — село в Жетысайском районе Туркестанской области Казахстана. Входит в состав Кызылкумского сельского округа. Код КАТО — 514471900.

## Население
В 1999 году население села составляло 408 человек (195 мужчин и 213 женщин). По данным переписи 2009 года, в селе проживало 509 человек (271 мужчина и 238 женщин).